# Gryllotalpa mabiana
Gryllotalpa mabiana är en insektsart som beskrevs av Ma, Libin, Shengquan Xu och M. Takeda 2008. Gryllotalpa mabiana ingår i släktet Gryllotalpa och familjen mullvadssyrsor. Inga underarter finns listade i Catalogue of Life.